# Gåva

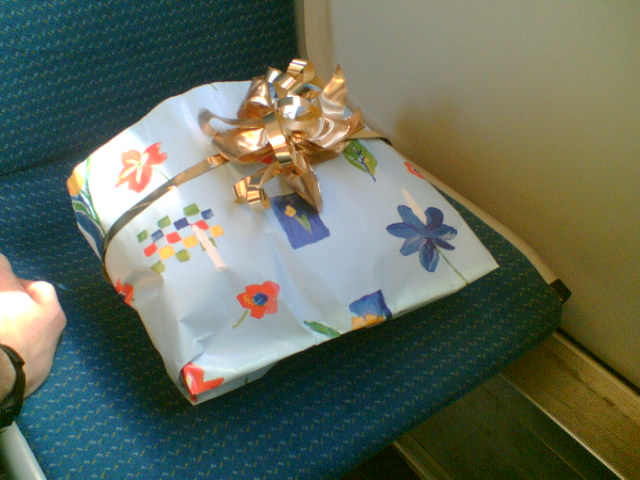
Inslagen present.

Gåva eller donation är något som en person, donator, överlåter till någon annans ägo utan att ta betalt eller kräva en ersättning. En gåva till kulturinstitutioner, till välgörenhet eller till annan ideell verksamhet kallas ofta för donation, särskilt om beloppet är större. En gåva vid en särskilt bemärkelsedag – exempelvis födelsedag – kan kallas present, medan en motsvarande gåva i samband med jul är känd som julklapp.

## Sociala normer
Enligt den franske sociologen Marcel Mauss karaktäriseras gåvan av reciprocitetsprincipen (gåvans normer):
- Plikten att ge.
- Plikten att ta emot.
- Plikten att återgälda.

Följs inte reciprocitetsprincipen kan detta (enligt Mauss) ses som en krigsförklaring.
I sin bok Gåvan från 1920-talet skriver Mauss:
”I denna bok avser vi att isolera och närmare gå in på en viktig grupp fenomen: Gåvor, som i teorin är frivilliga, spontana och osjälviska men som i själva verket är påtvingade och i allra högsta grad själviska.”

## Svensk gåvojuridik
I juridiken är en gåva ur givarens synvinkel gods som överlämnas utan vederlag. Ur mottagarens synvinkel är gåvan ett förvärv. En gåva är en benefik rättshandling, till skillnad från onerösa rättshandlingar.
Sedan 1 januari 2005 är gåvor ej längre belagda med gåvoskatt i Sverige.
Gåvor till bröstarvingar anses som förskott på arv, om ej annat anges i gåvobrevet.

## Presenter
En present är en gåva man får av, eller ger till, någon annan, vanligen en bekant. Exempel är födelsedagspresenter på födelsedagen, julklappar på julen och Mors dag- eller Fars dag-present.
Presenter är vanligtvis förpackade och inslagna i presentpapper, som ofta är färgat och dekorerat. Det finns även presentaskar med motiv. Detta för att mottagaren inte omedelbart ska se vad gåvan består av. Ibland är presenten omsluten av ett presentsnöre eller presentband med en rosett eller spiral. Allt detta för att skapa ett utdraget spänningsmoment. Vanligtvis fästs även ett kort eller en etikett på presenten med en hälsning, antingen ett tryckt eller ett handgjort.

### Presenter i Sverige
Att ge och få presenter är en tradition som är djupt rotad i svensk kultur. Enligt en konsumtionsrapport 2017 från Göteborgs universitet är presentköp något som ökar bland svenskar. År 2013 köpte svensken i genomsnitt presenter vid sex tillfällen, vilket ökade till sju tillfällen 2016. Det är inte bara frekvensen av presentinköp som förändrats utan också hur presenter inhandlas och även om det fortfarande är vanligast att svenskar inhandlar julklappar i lokala butiker, inhandlade var tredje svensk majoriteten av sina julklappar på nätet enligt Svensk Handels Julrapport 2017.
Enligt en rapport från Nordea 2011 handlar svenskar presenter för 49 miljarder per år. Dyrast är bröllopspresenterna, medan det är födelsedagspresenter till barn som är den present som oftast inhandlas. Mor- och farföräldrar uppges vara den mest generösa gruppen.